# 石化街道 (新疆维吾尔自治区)
石化街道，是中华人民共和国新疆维吾尔自治区乌鲁木齐市米东区下辖的一个乡镇级行政单位。

## 行政区划
石化街道下辖以下地区：
中兴社区、朝阳社区、安和社区、光明社区、老指挥部社区和奋进社区。